# Labergement-Foigney
Labergement-Foigney ist eine französische Gemeinde mit 379 Einwohnern (Stand 1. Januar 2022) im Département Côte-d’Or in der Region Bourgogne-Franche-Comté. Sie gehört zum Arrondissement Dijon und zum Kanton Genlis.
Umgeben wird die Gemeinde von Longchamp im Osten und von Cessey-sur-Tille und Genlis im Westen.

## Bevölkerungsentwicklung
| Jahr                       | 1962 | 1968 | 1975 | 1982 | 1990 | 1999 | 2012 | 2019 |
| Einwohner                  | 205  | 191  | 244  | 276  | 407  | 415  | 404  | 373  |
| Quellen: Cassini und INSEE |      |      |      |      |      |      |      |      |